# Alaska Railroad
A Alaska Railroad é uma empresa ferroviária dos Estados Unidos operante no Alasca.

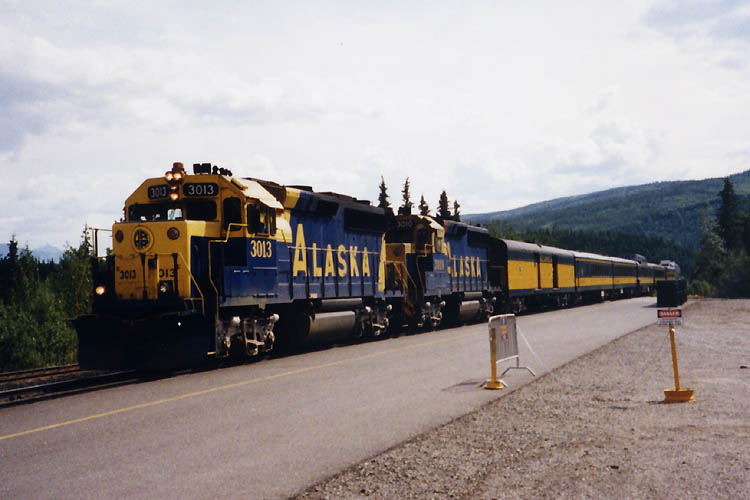
Um trem em direção à Estação de Denali, em julho de 1998